# 디디에 상드레

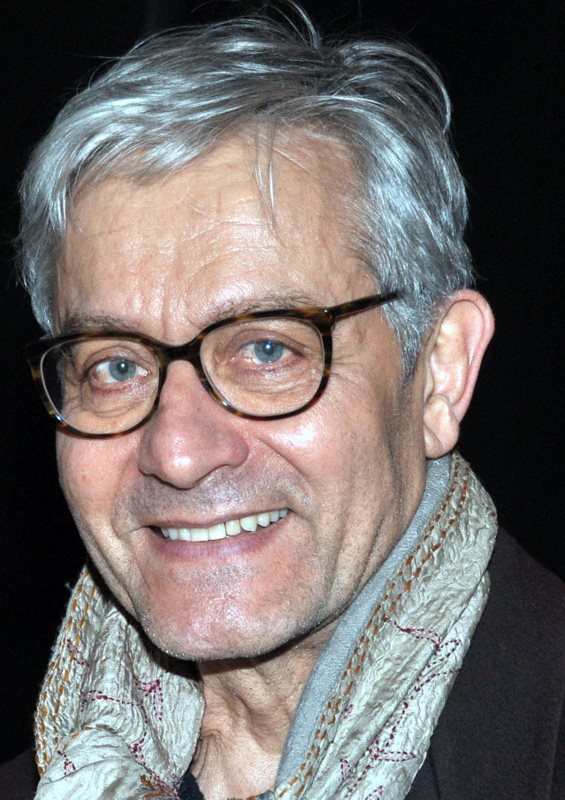

디디에 상드레(Didier Jean Maffre, 1946년 8월 17일 ~ )는 프랑스의 배우, 무대 연출가이다.
파리에서 태어났다.

## 영화
- 마리에 앤 더 미스핏츠 (2016년)
- 낫 마이 타입 (2014년)
- 해피엔딩 네버엔딩 (2013년) - 기욤 역
- 포토 (2012년)
- 메모리 레인 (2010년)
- 사르트르 앤 드 보부아르가 (2006년) - 조르쥬 드 보부아르 역
- 가을 이야기 (1998년)
- 거짓말 (1993년)
- 내 인생의 여인 (1986년)